# Hahira
Hahira är en ort i Lowndes County i Georgia. Vid 2010 års folkräkning hade Hahira 2 737 invånare.